# Gjermund Bråten
Gjermund Bråten (Drammen, 23 oktober 1990) is een Noors snowboarder. Hij nam eenmaal deel aan de Olympische Winterspelen, maar behaalde geen medaille.

## Carrière
Bråten maakte zijn wereldbekerdebuut in januari 2008 tijdens de big air in Graz. In 2014 nam Bråten een eerste keer deel aan de Olympische Spelen. Op de slopestyle eindigde hij twaalfde.

## Resultaten

### Olympische Winterspelen
| Jaar | Plaats | Resultaten     |
| ---- | ------ | -------------- |
| 2014 | Sotsji | 12e Slopestyle |

### Wereldkampioenschappen
| Jaar | Plaats  | Resultaten               |
| ---- | ------- | ------------------------ |
| 2009 | Gangwon | 27e Big Air 56e Halfpipe |

### Wereldbeker
Eindklasseringen
| Seizoen   | Algm | PAR  | HP  | BA  | SBS |
| --------- | ---- | ---- | --- | --- | --- |
| 2007/2008 | 67e  | -    | -   | 8e  | -   |
| 2008/2009 | 146e | -    | 89e | 32e | -   |
| 2009/2010 | 37e  | -    | 83e | 5e  | -   |
| 2010/2011 | 59e  | -    | -   | 25e | -   |
| 2011/2012 | 28e  | -    | -   | 12e | -   |
| 2012/2013 | 25e  | 131e | -   | -   | 9e  |